# Comuna Lotnîce, Volodîmîr-Volînskîi
Lotnîce (în ucraineană Льотниче) este o comună în raionul Volodîmîr-Volînskîi, regiunea Volînia, Ucraina, formată din satele Kohîlne, Lotnîce (reședința), Ostrivok, Ponîciv și Volodîmîrivka.

## Demografie
Componența lingvistică a satului Lotnîce
     Ucraineană (98,37%)
     Rusă (1,48%)
     Alte limbi (0,12%)
Conform recensământului din 2001, majoritatea populației satului Lotnîce era vorbitoare de ucraineană (98,37%), existând în minoritate și vorbitori de rusă (1,48%).